# Jerzy z Antiochii

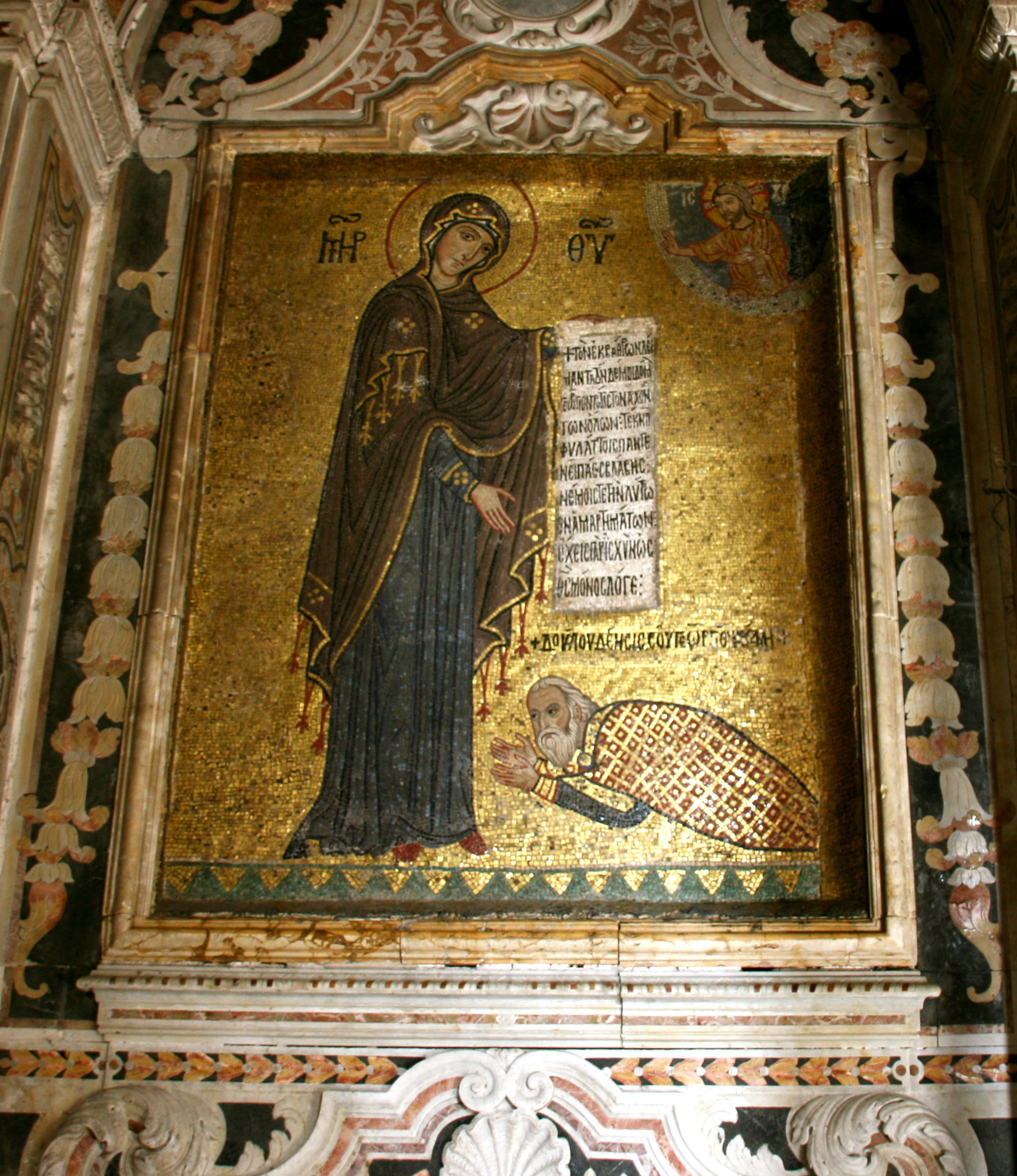
Jerzy z Antiochii u stóp Matki Boskiej na mozaice z kościoła Santa Maria dell’Ammiraglio w Palermo

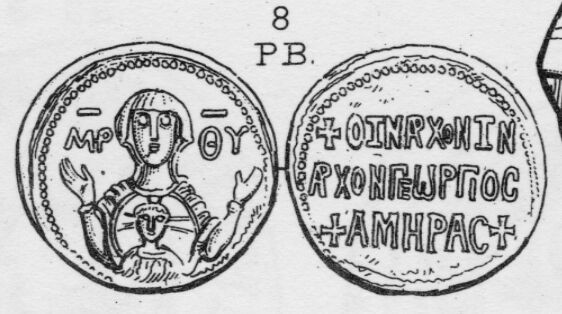
Odwzorowanie pieczęci Jerzego z Antiochii

Jerzy z Antiochii (ur. zapewne pomiędzy 1080 i 1090, zm. prawdopodobnie w 1151) – najwyższy dostojnik i dowódca wojskowy na dworze króla Sycylii Rogera II.

## Życiorys
Jerzy urodził się najprawdopodobniej w przedostatniej dekadzie XI w. w Antiochii, w rodzinie Greków melchickich, która przeniosła się do Tunisu. Tam Jerzy wychowywał się, a jego ojciec pozostawał w służbie zirydzkiego władcy Ifrikiji, Tamima ibn al-Muizza. Według źródeł Jerzy miał kierować skarbem Tamima, jednak nie jest to pewne z uwagi na jego młody wiek. Po śmierci Tamima, Jerzy, obawiając się niełaski jego syna i następcy Jahji ibn Tamima zbiegł do państwa Normanów, na Sycylię, gdzie wstąpił na służbę ówczesnego hrabiego, a od 1130 króla Sycylii Rogera II.
Na dworze Rogera zrobił szybką karierę. Początkowo zatrudniony w aparacie podatkowym, potem został wysłany z misją do Egiptu, którą wypełnił z sukcesem, szybko też osiągnął wysoką pozycję w armii. Grał ważną rolę w wyprawie w 1123 r. na Mahdijję; był tam szczególnie cenny z uwagi na znajomość tego miejsca. Atak zakończył się jednak niepowodzeniem. Wkrótce Jerzy otrzymał godność emira. W 1131 r. zmusił do poddania potężne miasto kupieckie Amalfi. W 1133 r. pojawia się w źródłach z najwyższą godnością na dworze, naczelnego dowódcy floty.
W kolejnych latach Jerzy wielokrotnie pojawia się jako dowodzący podczas działań wojennych związanych z ekspansją sycylijskiego królestwa Rogera II. W latach 1134–1135 zajął wyspę Dżerbę, czyniąc pierwszy krok w celu usadowienia się Normanów na wybrzeżu afrykańskim. W 1143 r. podjął nieudaną próbę zdobycia Trypolisu, zdołał jednak zająć to miasto w 1146 r. W następnym roku Jerzy dokonał najazdu na Bałkany walcząc przeciwko Bizancjum, m.in. zmusił do kapitulacji Korfu oraz splądrował duże obszary Grecji, dotarł pod mury samego Konstantynopola. Przy okazji sprowadził na Sycylię wytwórców jedwabiu, przełamując w ten sposób monopol bizantyński w Europie. W 1148 r. Jerzy ponownie wyruszył do Afryki przeciwko Zirydom i w ciągu miesiąca zajął Mahdijję, Soussę, Sfax, Gabes – w ten sposób wybrzeże ifrikijskie od Trypolisu aż po przylądek Bon znalazło się pod władzą normańską. Podboje te, wraz z ekspansją Almohadów ze wschodu, doprowadziły do upadku państwa zirydzkiego (wkrótce potem, w 1160 r., Almohadzi wyparli też Normanów z opanowanych przez Jerzego terytoriów). W międzyczasie Bizancjum zaatakowało Korfu i w 1149 r. Jerzy ponownie poprowadził wyprawę na północ, tym razem lądując pod Konstantynopolem i pustosząc jego okolice. Wkrótce potem, zapewne w 1151 r. zmarł.
Żonaty z Ireną, miał trzech synów: Jana, Szymona i Michała. Był człowiekiem wykształconym i kulturalnym. Ufundował liczne budowle sakralne (m.in. w 1143 r. kościół Santa Maria dell’Ammiraglio w Palermo – pośród mozaik we wnętrzu znajdują się przedstawienie fundatora), jak i świeckie (m.in. kamienny most Ponte dell’Ammiraglio w Palermo).